# Andrena familiaris
Andrena familiaris är en biart som beskrevs av Smith 1878. Andrena familiaris ingår i släktet sandbin, och familjen grävbin. Inga underarter finns listade i Catalogue of Life.